# 薩維斯·哈特
薩維斯·哈特（英語：Shavez Hart，1992年9月6日—2022年9月3日），巴哈馬男子短跑運動員，主攻100公尺和200公尺。
2022年9月3日，哈特在他30歲生日前三天在北阿巴科的一場停車場鬥毆中被槍殺。

## 外部連結
- 薩維斯·哈特在的頁面
- South Plains College Profile